# Limnebius papposus
Limnebius papposus är en skalbaggsart som beskrevs av Étienne Mulsant 1844. Limnebius papposus ingår i släktet Limnebius och familjen vattenbrynsbaggar. Enligt den svenska rödlistan är arten otillräckligt studerad i Sverige. Arten förekommer i Götaland. Artens livsmiljö är våtmarker, sjöar och vattendrag. Inga underarter finns listade i Catalogue of Life.